# José Carvajal (escritor)
José Carvajal (Santo Domingo) es un periodista y escritor dominicano conocido por su intensa labor periodística y literaria en Estados Unidos. Ha publicado libros de poesía, cuento, novela, crónica y ensayo. Es conocido también por ser el primer hispano en escribir una novela en español, en Rhode Island, en 1990.

## Trayectoria
Inició su carrera periodística en el diario El Nacional, en Nueva York. Dirigió por dos años el seminario Prensa Nueva, en el estado de Rhode Island. 
Desde 1994 ha trabajado como editor para América Latina de United Press International (UPI) y subeditor de la agencia Reuters, además de redactor de las cadenas de televisión CBS-Telenoticias, Noticiero Univisión y Telemundo. 
Asimismo, laboró en Gentv-Caracol (Canal Ocho de Miami). En 1998 fundó la Agencia Internacional de Noticias Literarias Librusa. 
También fue columnista del diario Hoy de Nueva York, hasta que ese periódico dejó de pertenecer a la empresa Chicago Tribune.
Tiene varias obras publicadas, en los géneros de poesía, cuento y novela. Sus últimos libros son «El panteón vacío. Víctor Martínez y la dictadura de Trujillo», «Apuntes sobre literatura dominicana», «Carta de navegación de literatura dominicana», «Aforismos: filosofía virtual», «Cuentos fantásticos de Juan Bosch», una antología de relatos del autor dominicano; y «A quien pueda interesar: Reflexiones sobre Washington Heights y otros temas». Fundó y dirigió la revista de pensamiento dominicano Antillense y el sello Ediciones BAS. Ha dado conferencias en las universidades UMASS (siglas de Universidad de Massachusetts) y Lehman College. Barnard College de Columbia Univesity, Stony Brook University (New York), Queens College, City College of the City University of New York. Participó como panelista en el Primer Foro Internacional de editores de la Feria Internacional del Libro de Guadalajara, México.
Dictó una conferencia titulada ‘La literatura dominicana de cara al siglo 21’, durante la ‘XII Semana de la Herencia Cultural Dominico Americana’ que organiza Latinos Unidos en Acción.
Ha residido en Nueva York, Rhode Island y Miami. 

## Obras
- Cuentos de Borges para dormir / Vivir del cuento (cuento; 2023)
- Ruido de escritura (2023)
- Ejercicios del pensar (2023).
- Por los caminos de Juan García. De Guatemala a Estados Unidos a luchar por los inmigrantes (2023).
- El panteón vacío. Víctor Martínez y la dictadura de Trujillo (2021).
- Apuntes sobre literatura dominicana (2021).
- Carta de navegación de literatura dominicana (2019).
- Aforismos. Filosofía virtual (2019).
- A quien pueda interesar: Reflexiones sobre Washington Heights y otros temas (crónicas y artículos, 2010).
- Vanidad Aparte (Entrevistas con escritores latinoamericanos, 2002).
- Cuentos fantásticos de Juan Bosch (Antología de cuentos, 2002).
- Por nada del mundo (Novela, 1991).
- De Barrio y de Ciudad (Cuento, 1990).
- Un posible sarcasmo del oficio (Poesía y narraciones, 1984).
- Para lo que fue creada Filí-Melé (Poesía, 1982).

## Premios
- Por trayectoria literaria y aporte cultural a la comunidad hispana. Reconocimientos dados en Boston, Rhode Island y New York.